# Villa Municipal
Villa Municipal es un barrio perteneciente a la provincia de San Pedro de Macorís de la República Dominicana.

## Historia
El barrio Villa Municipal, antes de ser habitado, tuvo una lechería que se encontraba situada en la entrada del barrio. El resto de la actual localidad era un potrero, manglar y laguna.
Este territorio fue utilizado como una vía de transporte para trasportar el azúcar, que se exportaba por vía marítima en el (1944).
De 1990 a 1994, durante el periodo del sindico Manolo Rodríguez Robles fueron donadas las tierras de aquel lugar para que fueran habitadas. Luego de esto los habitantes fueron habilitando el terreno rellenando la laguna para construir sus viviendas.

## Habitantes
Este barrio cuenta 1,969 habitantes de los cuales hay 929 hombres; y 1040 mujeres para un total de 1969 habitantes.

## Límites
Este barrio se limita: al norte con la urbanización Mallen; al sur con el barrio Pedro Justo Carrión y barrio las Flores; al este con el barrio Hazin; al oeste con el Centro de la ciudad.

## Calles principales
Entre sus calles principales se encuentran: 
- Primera
- Segunda
- 10 de septiembre
- Padre Lucciani
- Estudiantil
- José Cabral
- Teófilo Florentino.

## Economía
La economía de Villa Municipal es muy diversa, al igual que otros sectores. Su economía está basada en negocios informales tales como colmado, comedores, frituras, mototaxi. Existen negocios más formales como compraventas, centros de Internet entre otros.

## Educación
Este barrió cuenta con un colegio, el cual tienen los niveles inicial, básico y Medio. Las personas que no pueden pagar este servicio se trasladan hacia la escuela Puerto Rico, la Mixta y al liceo José Joaquín Pérez.

## Salud
Villa Municipal como toda comunidad en crecimiento busca cubrir sus necesidades esenciales como es la salud, todavía a pesar de tener muchos avances y logros el barrio no cuenta con un hospital, ni policlínica en su centro; los moradores para cubrir sus necesidades de salud se trasladan al Hospital Regional Dr. Antonio Musa y a los centros privados más cercanos.

## Religión
Las iglesias forman una parte importante de esta comunidad ya que las cuales se encargan de a ayudar con la moral del sector, impartiendo charlas de concientización.

## Actividades deportivas
Como en cada comunidad es fundamental el enfoque del deporte para construir con el bienestar de jóvenes sanos.
Pero este sector no cuentas con canchas de basketball ni con play de baseball, pero aun así los habitantes se esté sector practican deportes.  Se trasladan a las play y a las canchas más cercanas. Y muchas veces juegan vitilla, la plaquita, tablero y dominó en la calle.

## Música popular
En Villa Municipal la música popular es la bachata ya que es la que más se escucha, tiene el premio en el margen de preferencia de los consumidores.

## Fauna Y Flora
Ya que Villa Municipal en sus inicios era montes, potreros y laguna tiene una fauna y una flora diversa. Su terreno es fértil y permite el rápido crecimiento de las plantas.   
- Fauna

En la fauna de este sector podemos encontrar: sigua, perros, gatos, gallinas, lagarto, y mariposas etc.  
- Flora

La flora es muy diversa porque podemos encontrar cocoteros, guayabos, cerezos, mangos auyamas, limones, toronja, mangos y plantas ornamentales etc.   

### Imágenes de la fauna y la flora

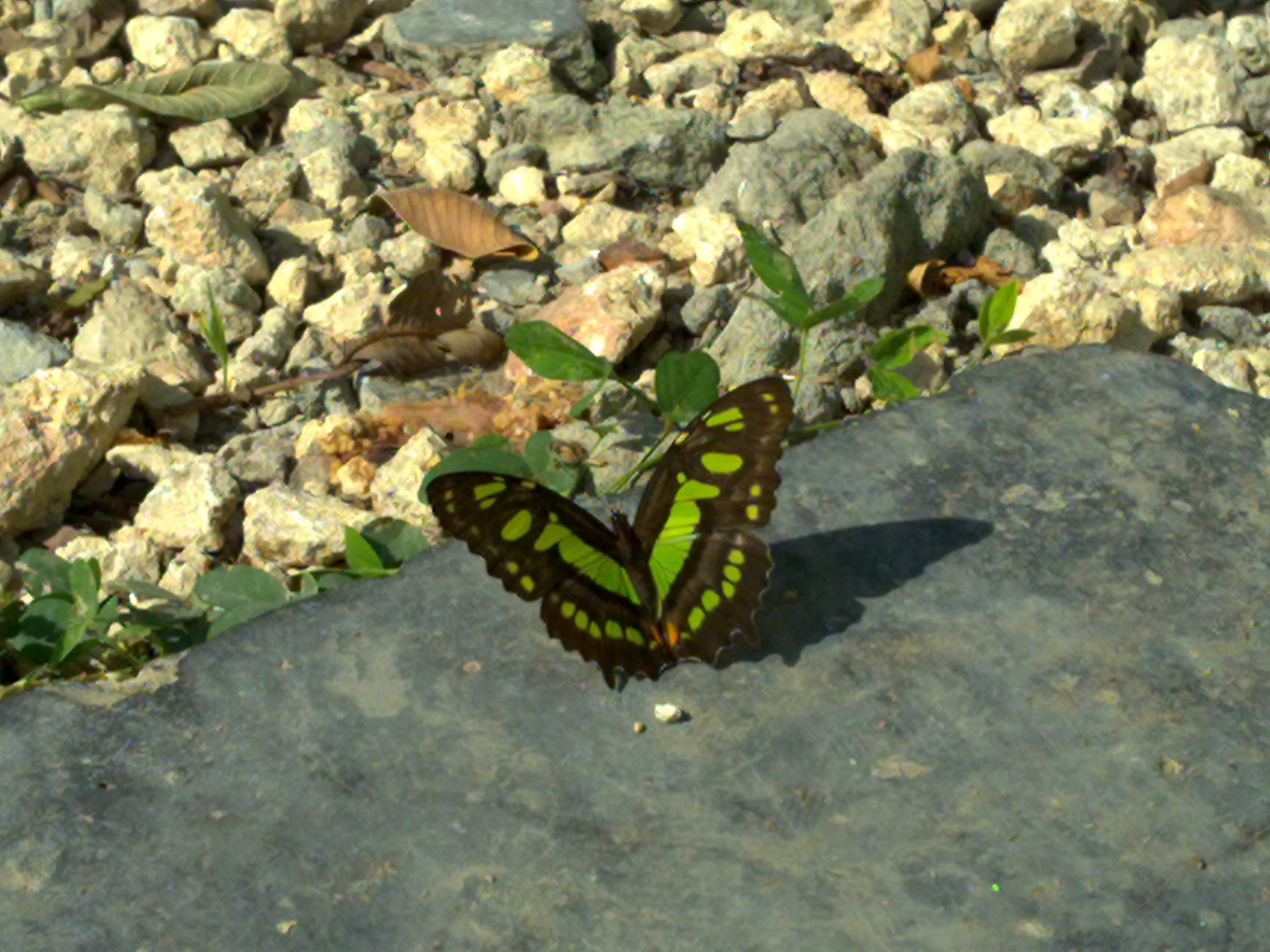
Mariposa Monarca.
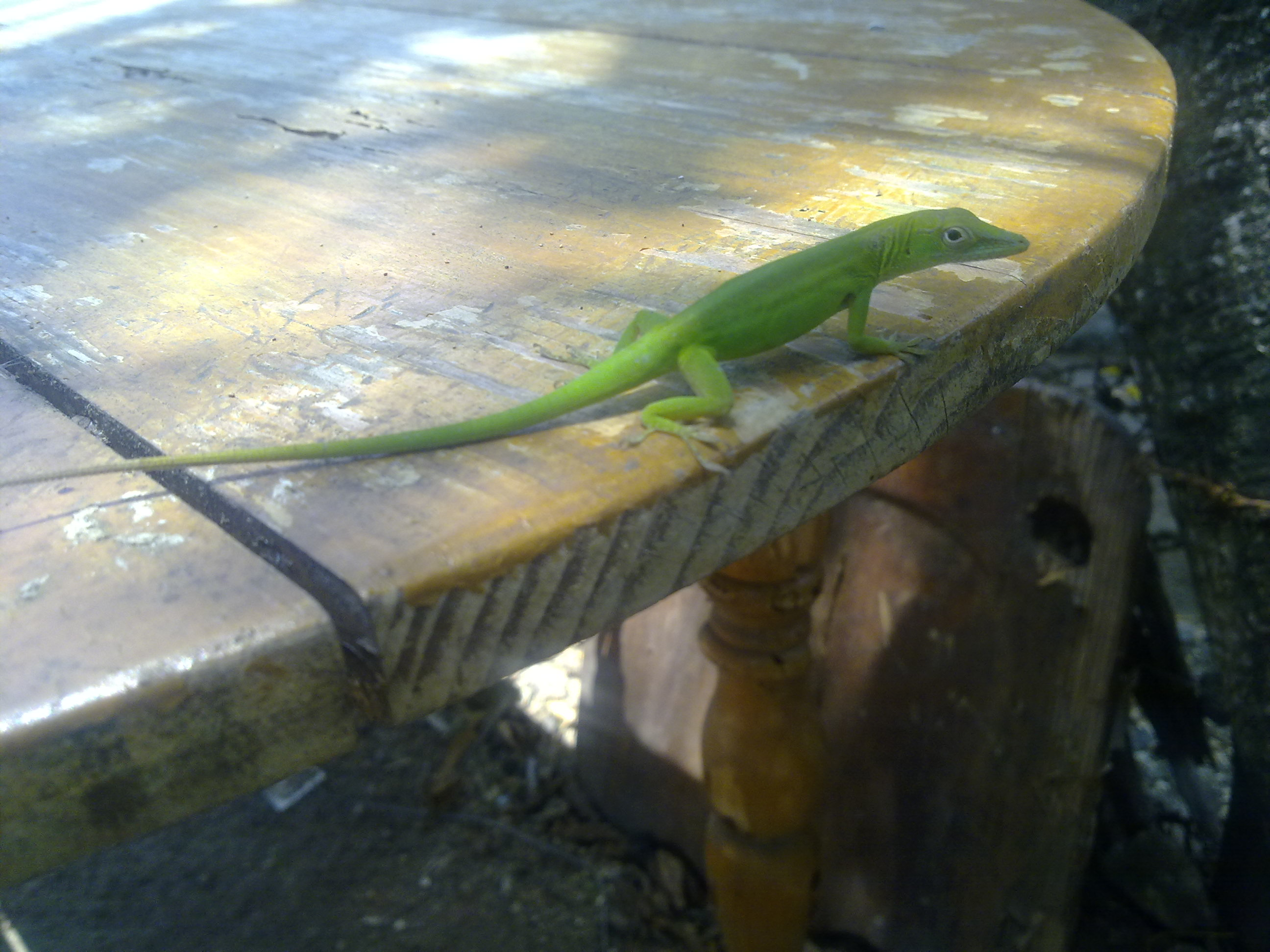
Lagarto Gecko
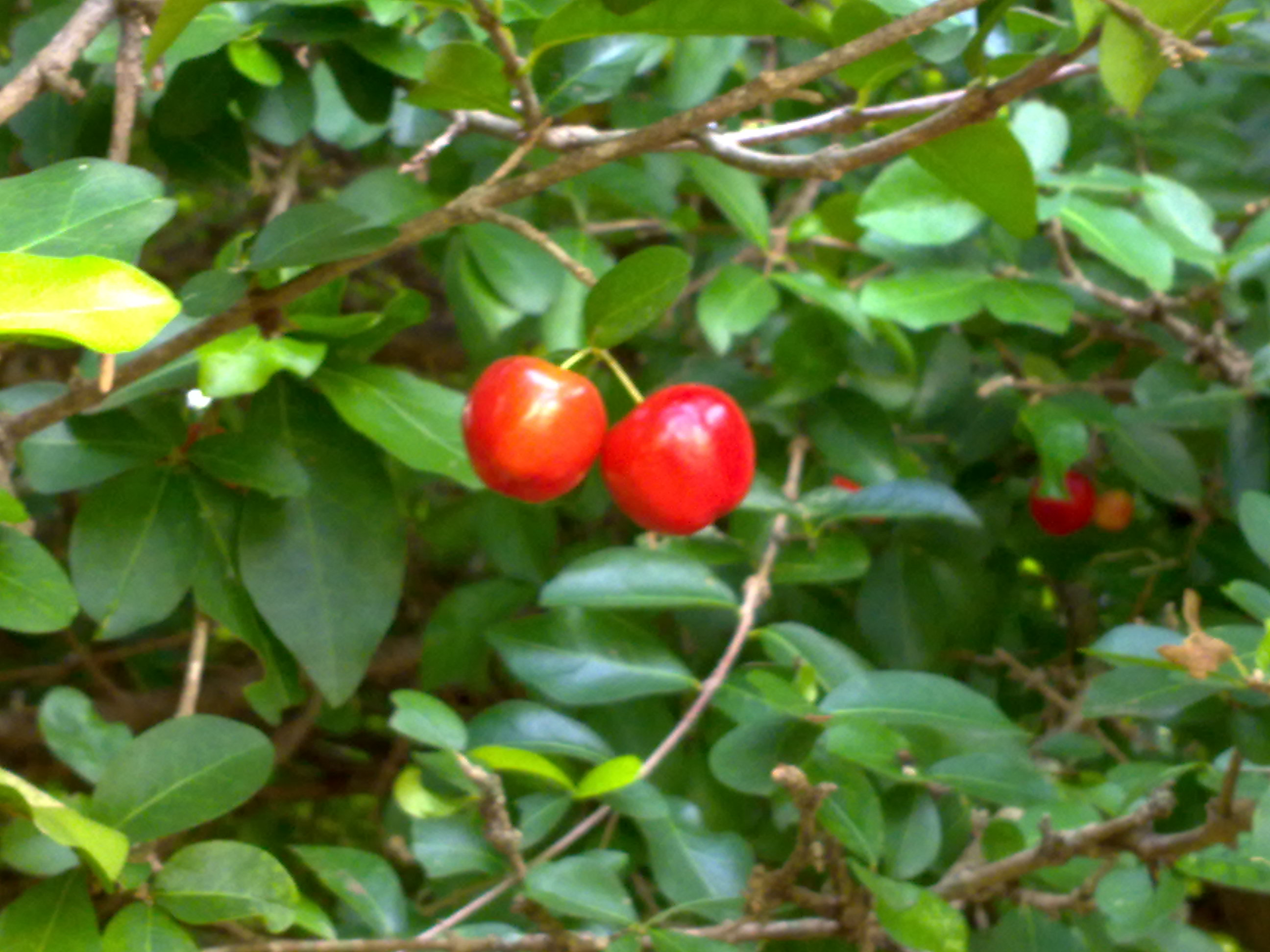
Cereza
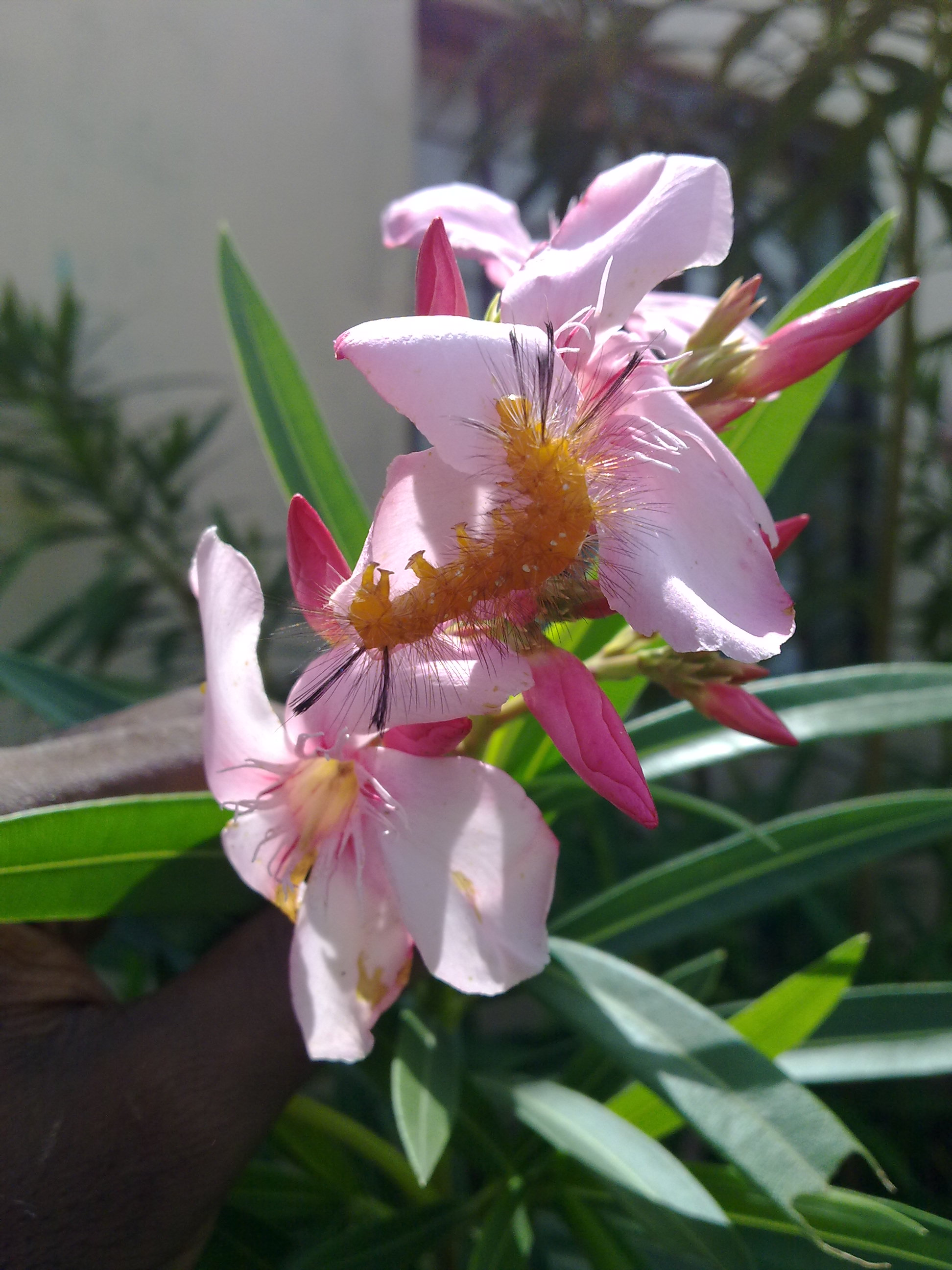
Planta Ornamental

## Personaje destacado
Eloísa Martí: presidenta de la Junta de Vecinos. Quien concientizó a los moradores de este barrió que tenían derecho a participar en el presupuesto barrial. Así logró gestionar la electrificación y asfalto de las calles, hasta que lo logró.